# Chiloé (archipelag)
Chiloé (hiszp. Archipiélago de Chiloé) – archipelag u wybrzeży Chile, którego największa wyspa nosi taką samą nazwę – Chiloé (hiszp. Isla Grande de Chiloé). Drugą pod względem wielkości wyspą archipelagu jest Quinchao. Od kontynentalnej części Chile oddziela go kanał Chacao oraz zatoka Corcovado. Na wyspach archipelagu znajdują się kościoły drewniane wpisane na listę światowego dziedzictwa UNESCO.